# Dick Slebos (architect)

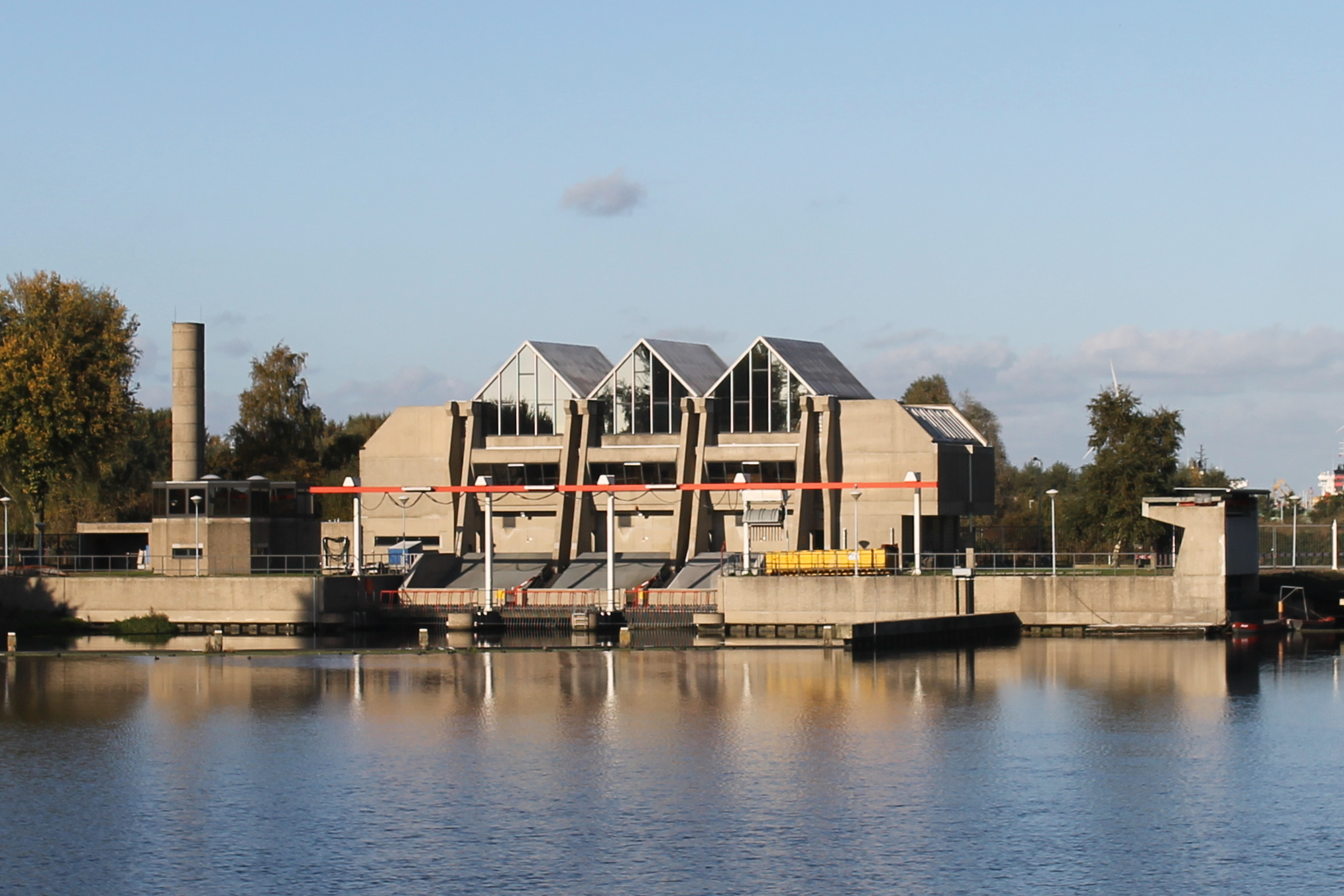
Gemaal Halfweg

Dirk (Dick en/of Dic.) Slebos (Den Haag, 22 juni 1923 – Eersel, 10 maart 2001) was een Nederlands architect.

## Levensloop
Hij was zoon van de in 1922 getrouwde Haagse Dirk Slebos en Drentse Rosina Maria Diepeveen. Vader was onder andere koopman, tekenaar bij de Hollandsche IJzeren Spoorweg-Maatschappij en gemeenteambtenaar Sociale Belangen. Sinds maart 1952 was Dirk Slebos jr. getrouwd met G.J. (Ger) Woerlee.
Na het behalen van zijn mulodiploma haalde Dic. Slebos zijn examen hbs. Hij ging studeren aan de hts, waar hij in 1946 het diploma bouwkunde behaalde. Daarna verwierf hij het diploma vbo en in 1952 zijn hbo-graad in de architectuur aan de Academie van Bouwkunst Amsterdam.
Hij werkte van 1946 tot 1950 als architect op het architectenbureau van Van der Werve in Den Haag en daarna tussen 1950 en 1954 voor het bureau van de architecten J.A. Snellebrand en G.W. Tuynman in Amsterdam. Hierna vestigde hij zich als zelfstandig architect en zijn bureau hield zich bezig met woningbouw, utiliteitsbouw en scholen.
Vanaf 1954 was hij actief bij de vormgeving van civieltechnische kunst bij de Dienst der Publieke Werken met name op het gebied van bruggen, bouwwerken en waterbouw. In die hoedanigheid werd hij in 1974 adviseur bij diezelfde dienst inzake de vormgeving binnen de bouw van de Oostlijn van de Amsterdamse metro. Echter sinds 1968 was hij ook betrokken als toezichthouder voor de binnenstad van Alkmaar. 
Van 1959 tot 1978 werkte hij voor de Academie van Bouwkunst Amsterdam in Amsterdam, vanaf 1962 als directeur. Van 1980 tot 1988 was hij hoogleraar aan de Technische Hogeschool Eindhoven.

## Werk
Gedurende zijn werkzaamheden bij de Dienst der Publieke Werken ontwierp hij een behoorlijk aantal bruggen; deze verschenen in allerlei soorten en maten. Zo was hij de ontwerper van een reeks voet- en fietsbruggen in Slotervaart tot de Torontobrug over de Amstel. Een aantal werd gemeentelijk monument. Naast deze werken ontwierp hij ook het Vrijheidscarillon, het wisselwachtershuisje met bijnaam Duiventil als ook de gehele noordoever van de Sloterplas met bruggen het en Schip van Slebos. Hij was oojk de ontwerper van het Boezemgemaal Halfweg (Westpoort); 1977. Dat werd in 2021 tot gemeentelijk monument verklaard. Hij was voorts betrokken bij de verbouwing van het kleinste huis van Amsterdam, hetgeen hem de architectuurprijs van de Gemeente Amsterdam opleverde. Enkele voorbeelden:
- Bloeddonorbrug (brug nr. 701), Johan Huizingalaan over de Slotervaart (Nieuw-West); 1956.[8][9]
- Gruttobrug (brug nr 471), Zuiderzeeweg[9]
- Frans van Goolbrug (brug nr. 709), Jacques Veltmanstraat over de Slotervaart (Nieuw-West); 1960.[8][9]
- brug 408 (Isaac Israëlsbrug) en brug 409, Zuid; 1960/1961[9]
- Karl Popperbrug (brug nr. 305), Delflandlaan (Nieuw-West); 1963.[9]
- Brugwachtershuisje tussen de Kortjewantsbrug en Kattenburgerbrug, alsmede de bruggen zelf (Centrum); 1967.[9]
- Van Gendtbrug (brug nr. 247) en Paleis voor Volksvlijtbrug (brug 248); 1968, zijn laatste bruggen[9]
- Watersnoodbrug (brug nr. 943), samen met Dirk Sterenberg
- Wisselwachtershuisje van het GVB (de 'Duiventil') op het Stationsplein tegenover het voor Centraal Station; 1955 (Architectuurprijs van de Stad Amsterdam  1961). In 1983 verhuisd naar de Havenstraat, t.b.v. de Electrische Museumtramlijn Amsterdam.[10]
- Vrijheidscarillon, Plein '40-'45 (Nieuw-West); 1961.[11][12]
- Paviljoen Oostoever ('binnenvaartschip'), met terras aan de Sloterplas (Nieuw-West); 1961.[13]
- het brugwachtershuisje aan de Hortusbrug (Centrum) wordt wel aan hem toegeschreven, maar is van zijn collega Sterenberg; 1960.[14]

## Persoonlijk
Dick Slebos was een neef van stedenbouwkundige Dirk Slebos. Al tijdens hun leven werden ontwerpen van de architect toegeschreven aan de stedenbouwkundige
- Biografisch Portaal: 06520015
- Nederlandse Thesaurus van Auteursnamen: 067589022
- RKD-Nederlands Instituut voor Kunstgeschiedenis: 296588
- Virtual International Authority File: 282711596
- WorldCat: E39PBJr83cQBXgBvCkFDBHPfbd